# Tom Godal
Thomas „Tom” Godal (ur. 6 lipca 1953 w Notodden) – norweski żużlowiec.

## Życiorys
Wielokrotny reprezentant Norwegii w eliminacjach indywidualnych mistrzostw świata (m.in. dwukrotny uczestnik finałów skandynawskich: 1977 – VI miejsce i 1978 – X miejsce). Finalista indywidualnych mistrzostw Norwegii (1974 – IV miejsce).
Startował w lidze angielskiej w barwach klubów Halifax Dukes i Leicester Lions.

## Przynależność klubowa
Wielka Brytania
- Halifax Dukes (1977–1978)
- Leicester Lions (1978–1979)